# Лучине
Лучине (словен. Lučine) — поселення в общині Гореня вас-Поляне, Горенський регіон, Словенія. Висота над рівнем моря: 634 м.